# Hans Oesch
Hans Oesch, född 10 september 1926 i Wolfhalden, död 7 maj 1992 i Anwil, var en schweizisk musikolog.